# Bent Christensen (regissör)
Bent Christensen, född 28 maj 1929 i Gunderup, Ålborgs kommun, död 6 januari 1992 i Keldernæs, Lolland, var en dansk regissör, manusförfattare och skådespelare.

## Utmärkelser
Christensens film Harry och kammartjänaren vann Bodilpriset för bästa danska film 1962.

## Filmografi i urval
- 1959 – En flicka en gitarr en trumpet (regi)
- 1960 – Millionær for en aften (manus)
- 1961 – Harry och kammartjänaren (manus, regi)
- 1963 – Dammsugarligan (regi)
- 1967 – Den röda kappan (producent)
- 1967 – Människor möts och ljuv musik uppstår i hjärtat (roll)
- 1970 – Det är natt för fru Knudsen (producent)
- 1976 – Hjerter er trumf (roll)
- 1976 – Spøgelsetoget (manus, regi)
- 1977 – Alla tiders betjänt (regi)
- 1977–1980 – En by i provinsen (TV-serie) (regi)
- 1978 – Strandfyndet (TV-serie) (regi)
- 1980 – Mannen i blå jeans (regi)